# Zlatko Zahovič
Zlatko Zahovič (pronunție în slovenă [ˈzlaːtkɔ ˈzaːxɔʋitʃ] ⓘ; n. 1 februarie 1971) este un fost fotbalist profesionist sloven care a jucat ca mijlocaș atacant. 
După ce și-a făcut un nume în Europa în Portugalia, mai ales cu Porto și Benfica, unde a adunat Primeira Liga totaluri de 246 de meciuri și 54 de goluri într-un deceniu complet, a continuat să aibă scurte perioade în Spania și Grecia. Era cunoscut pentru abilitatea de a dribla și de a înscrie de gol.  Deși în primul rând mijlocaș, a marcat 11 goluri în 32 de apariții în Liga Campionilor și 35 în 80 pentru echipa națională a Sloveniei.
Deținătorul recordului din toate timpurile în golurile pentru Slovenia, Zahovič a fost un membru esențial al echipei, deoarece s-a calificat pentru prima dată la un Campionatul European de Fotbal și la o Campionatul Mondial, la începutul anilor 2000.